# Port Orford
Port Orford è una città degli Stati Uniti d'America situata nell'Oregon, nella Contea di Curry.